# Allison Russell
Allison Russell, kanadai énekesnő, dalszerző, multi-instrumentalista; politikai aktivista. Montréalban született. Szólókarrierje előtt különböző zenei együttesek tagjaként lépett fel, köztük volt a Po' Girl, a Birds of Chicago, az Our Native Daughters és a Sisters of the Strawberry Moon. 2021-ben adta ki első albumát Outside Child címmel.

## Pályakép
Russell kezdetben a vancouveri székhelyű folnzenekar, a Fear of Drinking tagja volt.
2003-ban Russell megalapította a Po' Girl zenekart. Hét albumot rögzített velük.2011-ben az "The Uptown Strut" a Kingswood Records kiadónál jelent meg. Russell írta az "If Wishes Were Gold"-t, saját dalát az albumon. A következő évben megalakította a Birds of Chicago zenei csoportot JT Neroval. A Birds of Chicago tagjaként Russell három stúdióalbuma jelent meg: Birds of Chicago (2012), Real Midnight (2016)  és Love in Wartime (2018). 2018-ban egy élő albumot is kiadtak, a Live from Space-t, valamint és egy EP-t  American Flowers címmel.
2018-ban Rhiannon Giddens, Leyla McCalla és Amythyst Kiah mellett csatlakozott az Our Native Daughters nevű zenei kollektívához. 2019-ben a csapat kiadták a „Songs of Our Native Daughters” című albumot. Russell velük együtt szerepelt a „Reclaiming History: Our Native Daughters” című  dokumentumfilmben.
2021 májusában Russell kiadta első szólóalbumát: Outside Child. Az album feltárja fiatalkori tapasztalatait, beleértve a gyermekkori bántalmazás traumájából való felépülését. Az albumon végzett munkájáért Russellt több díjra is jelölték, köztük négy kanadai folkzenei díjra a Polaris Music Prize listáján, valamint 2021-es Americana Honorson. Szólistaként is jelölték erre a díjra az Our Native Daughters tagjaként is.
2021. május 28-án Russell debütált a Grand Ole Opry rádióban. Ugyanebben az évben a Country Music Hall of Fame-ben is fellépett.
2021 novemberében Russell három Grammy-jelölést kapott (Legjobb American Roots Performance; Legjobb American Roots Song; Legjobb Americana Album). Egy hónappal később egyike volt annak a számos előadónak, aki fellépett a Black Opry című revüvel, amely a countryzene fekete előadóira összpontosít. 2022. augusztus 18-án Brandi Carlile-vel kiadták a "You're Not Alone" újragondolását, amely korábban a Songs of Our Native Daughters albumon jelent meg.
2023 márciusában Russell a nashville-i Bridgestone Arénában megszervezte a„ Love Risingot” − egy allstar jótékonysági koncertet − válaszul a Tennessee-i LMBT-ellenes jogszabályokra.

## Lemezek
- https://musicbrainz.org/search?query=Allison+Russell&type=artist&method=indexed MusicBrainz

## Díjak
- 2021: Outside Child − Favorite Folk & Americana Albums; Best of 2021
- Háromszor jelölték Grammy-díjra
- 2022: Juno-díj
- 2023: Americana Music Honors & Awards